# Stenobrachius
Stenobrachius is een geslacht van straalvinnige vissen uit de familie van lantaarnvissen (Myctophidae). Het geslacht is voor het eerst wetenschappelijk beschreven in 1890 door Eigenmann & Eigenmann.

## Soorten
- Stenobrachius leucopsarus Eigenmann & Eigenmann, 1890
- Stenobrachius nannochir Gilbert, 1890